# Semoussac
Semoussac là một xã trong tỉnh Charente-Maritime, vùng Nouvelle-Aquitaine, Pháp. Xã có diện tích 9,62 km2, dân số năm 1999 là 220 người.

## Lịch sử dân số
| Năm  | Dân số | Mật độ | Phần trăm của tổng |
| ---- | ------ | ------ | ------------------ |
| 1962 | 233    | -      | -                  |
| 1968 | 277    | -      | -                  |
| 1975 | 251    | -      | -                  |
| 1982 | 243    | -      | -                  |
| 1990 | 212    | -      | -                  |
| 1999 | 220    | 22/km² | 3.05%              |